# Berzosa de Bureba
Berzosa de Bureba – gmina w Hiszpanii, w prowincji Burgos, w Kastylii i León, o powierzchni 7,84 km². W 2011 roku gmina liczyła 33 mieszkańców.